# Дилавер, Джанберк
Джанберк Дилавер (тур. Canberk Dilaver; 1 июня 1993 года, Самсун) — турецкий футболист, играющий на позиции защитника. Ныне выступает за турецкий клуб «Элязыгспор».

## Клубная карьера
Джанберк Дилавер — воспитанник турецкого клуба «Самсунспор» из своего родного города. Однако он появился на поле лишь в одном матче основной команды клуба, выйдя в основном составе в домашнем поединке против «Ордуспора», проходившего в рамках Кубка Турции 2011/12. В сезоне 2013/14 Джанберк выступал за клуб Первой лиги «Ордуспор», лишь в трёх играх чемпионата выйдя в основном составе. В августе 2014 года он перебрался в другую команду Первой лиги «Манисаспор», а в начале февраля 2015 года — в клуб Второй лиги «1461 Трабзон».
В конце августа 2015 года Джанберк Дилавер подписал контракт с клубом «Аданаспор». 2 апреля 2016 года он забил свой первый гол на профессиональном уровне, принеся победу своей команде в самой концовке гостевого поединка против «Каршияки». По итогам сезона 2015/16, в котором Джанберк был игроком основного состава, «Аданаспор» выиграл Первую лигу и вышел в Суперлигу. 19 августа 2016 года Джанберк Дилавер дебютировал в главной турецкой лиге, в домашнем матче с «Бурсаспором».